# Ruth Erica
Ruth Erica (Delft, 1973) is een Nederlands antropoloog en auteur.
Erica studeerde Culturele Antropologie aan de Universiteit Leiden. Ze debuteerde als schrijver in 2021 met de jeugdroman De boom met de bittere bladeren, over de Rwandese genocide. Hiermee won ze de Glazen Globe voor beste aardrijkskundige jeugdboek.
- Nederlandse Thesaurus van Auteursnamen: 428467695
- Virtual International Authority File: 22159878836118332339
- WorldCat: E39PCjHwpXkFDrqcRdx3qcKgXd